# Pelmatops ichneumoneus
Pelmatops ichneumoneus är en tvåvingeart som först beskrevs av John Obadiah Westwood 1850.  Pelmatops ichneumoneus ingår i släktet Pelmatops och familjen borrflugor. Inga underarter finns listade i Catalogue of Life.